# 梅自强
梅自强（1929年4月26日—2010年8月19日），江苏常州人，中国高产梳棉理论和实践的创始人和学科带头人。1953年至1954年在天津大学纺织系进修，1958年取得苏联莫斯科纺织学院副博士学位。曾任中国纺织科学研究院高级工程师、院长、顾问。1995年当选中国工程院院士。
2010年8月27日上午，梅自强院士遗体告别仪式在北京八宝山殡仪馆举行。

## 头衔
- 第八届、第九届全国政协委员
- 中国纺织工业协会科技顾问
- 中国纺织工程学会名誉副理事长
- 武汉纺织大学客座教授、讲座教授、名誉教授